# BRZRKR
BRZRKR — серия комиксов в жанре экшен, созданная по замыслу Киану Ривза. Первый том, состоящий из 12-ти выпусков был выпущен издательством Boom! Studios и поступил в продажу 3 марта 2021 года.
Комиксы Ривза приобрели большую популярность и стали известны благодаря большому количеству крови и жестокости.

## Сюжет и персонажи
В центре сюжета находится бессмертный воин по имени Берсеркер, живущий уже 80 тысяч лет и работающий на некую правительственную организацию, выполняя для неё различные секретные задания; взамен правительство обещает ему помочь лишиться бессмертия.
Брутальный и жестокий антигерой Берсеркер во многом списан с автора сюжета, известного актёра Киану Ривза; так, например, в одном из выпусков был даже обыгран интернет-мем  «Грустный Киану».

## Экранизации
Ещё в марте 2021-го, сразу после выхода комикса, представители Netflix объявили о намерениях снять полнометражный фильм по мотивам комикса, а также создать аниме-сериал. В октябре того же года, по словам Ривза, к работе над будущим фильмом приступил режиссёр и сценарист Мэттсон Томлин.
Летом 2022 Киану Ривз на San Diego Comic-Con International объявил о том, что аниме-сериал по «Берсерку» уже в производстве и будет состоять из двух сезонов.